# Felisha Johnson
Felisha Johnson (ur. 24 lipca 1989 w Indianapolis) – amerykańska lekkoatletka specjalizująca się w pchnięciu kulą.
W 2013 zajęła siódme miejsce podczas uniwersjady w Kazaniu.
Uczestniczka igrzysk olimpijskich w Rio de Janeiro, gdzie zajęła 14. miejsce w eliminacjach konkursu pchnięcia kulą i nie awansowała do finału.
Złota medalistka mistrzostw Stanów Zjednoczonych. Stawała na najwyższym stopniu podium mistrzostw NCAA.
Rekordy życiowy: stadion – 19,26 (5 czerwca 2016, Naperville); hala – 18,72 (11 lutego 2017, Indianapolis).

## Osiągnięcia
| Rok  | Impreza              | Miejsce        | Lokata            | Wynik |
| ---- | -------------------- | -------------- | ----------------- | ----- |
| 2013 | Uniwersjada          | Kazań          | 7. miejsce        | 17,47 |
| 2016 | Igrzyska olimpijskie | Rio de Janeiro | el. – 14. miejsce | 17,69 |